# Jeffrey Cirio
Jeffrey Cirio (1991) è un ballerino statunitense.

## Biografia
Nato in Pennsylvania da padre filippino e madre irlando-tedesca, Jeffrey Cirio è cresciuto a Filadelfia. All'età di nove anni ha cominciato a studiare danza alla Central Pennsylvania Youth Ballet e nel 2009 si unito al Boston Ballet, di cui è stato promosso al rango di primo ballerino nel 2012.
Nel 2015 è stato scritturato dall'American Ballet Theatre, in cui ha esordito in veste di solista ma già nel luglio 2016 era stato promosso al rango di primo ballerino dal direttore artistico Kevin McKenzie. L'anno successivo ha ricevuto una candidatura al Prix Benois de la Danse. Dopo aver danzato per quattro mesi come étoile ospite, nel 2018 Cirio si è unito all'English National Ballet in veste di primo ballerino e nella stagione 2022/2023 è tornato a danzare con il Boston Ballet.
Il suo reperto comprende molti del grandi ruoli maschili, tra cui Solor ne La Bayadère, il Principe nella Cenerentola di Frederick Ashton e in quella di Christopher Wheeldon, Franz in Coppélia, Conrad ne Le Corsaire, Basilio in Don Chisciotte, Colas ne La fille mal gardée, Des Grieux e Lescaut in Manon, Oberon e Puck in Sogno di una notte di mezza estate, Lensky nell'Onegin di John Cranko, Mercuzio nei Romeo e Giulietta di Cranko e MacMillan e Romeo in quello di Nureev.